# Královská pěšinka
Královská pěšina je čtyř kilometrový vycházkový okruh kolem hradu Křivoklát. 

## Popis
Pěšina, která je značena , začíná na rozcestí pod Velkou věží hradu Křivoklát. První část (je společná s červenou turistickou stezkou) vede strmým sestupem po pěšině do údolí Rakovnického potoka a následuje namáhavý výstup na protější svah. Při výstupu vede pěšina nad železničním tunelem Nad Budy. Další část okruhu vede po vrstevnici s nádhernými výhledy na hrad Křivoklát přes tunel Nad královskou pěšinkou. V další části za tunelem je výstup a návrat po vrstevnici. Z okruhu vede kilometrová odbočka k vyhlídce Na Hřebínku s výhledem na obec Roztoky. Při návratu pěšina opět navazuje na červenou turistickou stezku se sestupem do údolí Rakovnického potoka a výstupem k hradu Křivoklát. Převýšení Královské pěšiny je asi 100 m, větší náročnost ve stoupáních, okruh lze zvládnout za dvě hodiny.